# Besazio
Besazio is een plaats en voormalige gemeente in het Zwitserse kanton Ticino, en maakt deel uit van het district Mendrisio.
Besazio telt 598 inwoners. Op 14 april 2013 werd Besazio opgenomen in de gemeente Mendrisio.